# Ashland (Ohio)
Pour les articles homonymes, voir Ashland.
Ashland est une petite ville de l'État de l'Ohio, aux États-Unis.
Elle est le siège du comté d'Ashland.

## Géographie
Selon les données du Bureau du recensement des États-Unis, Ashland a une superficie de 26,9 km2 (soit 10,4 mi²) dont 26,8 km2 (soit 10,4 mi2) en surfaces terrestres et 0,1 km2 (soit 0,04 mi2) en surfaces aquatiques.

## Démographie
Ashland était peuplée, lors du recensement de 2000, de 21 249 habitants.